# 賭城風雲II
《賭城風雲II》（中國大陸譯名《澳門風雲2》）是一部於2015年上映的喜劇電影，該片主要是由星王朝、博納影業集團、太陽娛樂文化、寰亞電影、邵氏兄弟電影有限公司以及電視廣播有限公司共同投资出品。由王晶及張敏擔任導演，劉偉強及王雅琳監製，李達超任動作指導，由周潤發、張家輝、劉嘉玲、余文樂等演出。
導演王晶透露續集《賭城風雲III》落實開拍，由周潤發、劉德華主演，定於2016年春節檔上映。

## 劇情內容
隨著澳門賭俠石一堅（周潤發飾）協助國際刑警大破洗錢集團DOA後便退隱江湖，可是DOA首席會計師小馬（張家輝飾）從網上盜取DOA一百伍十億美元，與女兒初一（王詩齡飾）潛逃泰國。堅之大弟子阿樂（余文樂飾）加入國際刑警，並邀請堅協助捉拿DOA真正幕後主腦蒼井女士，兩人前赴泰國尋找小馬成為控方證人，追查過程中堅重遇了一生最愛的莫愁（劉嘉玲飾）…

## 演員表

### 主演
| 演員   | 角色           | 暱稱／關係 |
| 周潤發 | 高進           | 賭神，陳刀仔師傅 |
| 周潤發 | 石一堅         | 阿樂和馬大發師傅，石彩虹養父，在去年打敗高先生後，再度被邀請對付D.O.A.主腦蒼井，和找尋會計師小馬。在家中看到徒弟阿樂的留言後，決定前往泰國幫忙。在找回小馬後，與其成了好友，還遇到初戀情人莫愁。後知道莫愁真正身份便是蒼井，戰勝她後看著她在自己眼前自殺。 |
| 張家輝 | 小馬（馬尚風） | 高先生的表弟，D.O.A.前會計師。在高先生被捕後，藏了一百五十億，被蒼井追殺。在和女兒逃到泰國時遇到石一堅，與其成了好友。把女兒交給妻子後，與堅回澳門對付蒼井，後與妻子女兒一起到堅家過年。                                                                   |
| 劉嘉玲 | 莫愁（蒼井）   | 本片終極大反派 石一堅的初戀情人，因石一堅發現其身份而沒法共諧連理，最後在石一堅面前自殺。 |
| 余文樂 | 阿 樂          | 石一堅的入室大弟子，後加入國際刑警。對石彩虹有好感，與石一堅一起打擊D.O.A.。 |
| 王诗龄 | 初一           | 馬尚風之女 |
| 童菲   | 石彩虹         | Rainbow，石一堅朋友之女。朋友死後，石一堅認作女兒。 |
| 胡然   | 紫 衣          | 蒼井手下，好勝心極強。 |
| 吳樾   | 鬼影           | 鬼眼的師兄，被阿樂打敗。 |
| Poy    |                | 泰國賭場及婚紗店東主 |
| 姜皓文 | 馬大發         | 在去年敗給石一堅後，拜其為師，學了不少魔術手絕招。 |
| Julio  | 都敏水         | 莫愁的男伴 |
| 姜大卫 | 偉哥           | 石一堅的朋友 |
| 盧惠光 | 拳王           | |
| 高海宁 |                | 苍井手下（国际刑警，卧底探员）。後被紫衣手上的針射中頭部身亡 |
| 文凱玲 | Jackie         | 國際刑警（黑警，苍井手下） |
| 黄德斌 | Ben            | 國際刑警，後被Jackie槍殺 |
| 曾國祥 |                | 國際刑警 |
| 朱晨丽 | 小雨           | 國際刑警 |
| 何浩文 | 阿東           | 國際刑警，在保護馬尚風時頭部中槍身亡 |
| 唐紫睿 |                | 國際刑警 |
| 金巧巧 | 蒼井           | 苍井的替身 |
| 张慧雯 | 小藍           | 蒼井手下 |
| 蔡潔   | 小綠           | 蒼井手下 |
| 王子子 |                | |
| 樊玲   |                | 澳門賭場荷官 |

### 客串
| 演員   | 角色   | 暱稱／關係     |
| 袁泉   |        | 小馬老婆       |
| 孟瑤   |        |                |
| 駱應鈞 | 賭客   |                |
| 曾志偉 |        | 自稱「甄子丹」 |
| 陳百祥 | 叻哥   |                |
| 王晶   | 晶哥   |                |
| 劉德華 | 陳刀仔 | 高進入室大弟子 |
| 羅子喬 |        | 偉哥女兒       |

## 電影歌曲
| 曲序 | 曲目                 |        | 作曲   | 编曲   | 製作人 | 演唱          |
| ---- | -------------------- | ------ | ------ | ------ | ------ | ------------- |
| 1.   | 『財神到』（主題曲） | 許冠傑 | 許冠傑 | 陳光榮 | 陳光榮 | 草 蜢、王詩齡 |
| 2.   | 『停格』（插曲）     | 姚 謙  | 蔡健雅 | 彭 飛  |        | 蔡健雅        |

## 首映禮
《賭城風雲II》在2015年2月10日晚於澳門銀河舉行澳門站首映禮，劉嘉玲、張家輝、王晶、周焯華與太太均有出席。同時在2015年2月12日晚於圓方The Grand Cinema舉行香港站首映禮，周潤發、張家輝、劉嘉玲、王晶均有出席。

## 评价
1905电影网写道：“ 《澳门风云2》在结构上完全照搬了前集，连最后周润发当年的角色赌神高进出来作彩蛋都一样照搬，只是在怀旧阵容上升了级，刘德华助阵亮相。角色设置上，周润发继续演魔术手石一坚；曾经是王晶爱将的张家辉加盟影片，张家辉戏份也大幅提升，有和周润发双雄飚戏之意。这肯定不是王晶最好的搞笑电影，他只是把各种笑料杂糅在电影里并且处理得还算流畅。然而这已经是整个贺岁档最令人开心的电影。”

## 票房
香港
香港首周票房港幣1413万元，次周（2015年2月23日至3月1日）獲1027万元。截止2015年3月1日，累積票房2441万元。最终成绩为2840万。
 中国大陆
中国大陆首周四天收获2.73亿人民币居亚军。次周收获4.42亿跃居首位。第三周获得1.75亿列第二。第四周取得6900万列第四，累计9.595亿。最終票房累计9.74亿。
| 上一届： 《天将雄师》 | 2015年中国内地一周票房冠军 第9周（2月23日-3月1日） | 下一届： 《超能陆战队》 |

## 相關
- 中国内地最高电影票房收入列表

## 外部連結
- 賭城風雲II在香港官方的Facebook專頁
- 《賭城風雲II （页面存档备份，存于）》在香港雅虎的電影頁面（繁體中文）
- 賭城風雲II的新浪微博
- 開眼電影網上《賭城風雲II》的資料（繁體中文）
- 香港影庫上《賭城風雲II》的資料（繁體中文）
- 豆瓣电影上《澳門風雲2》的資料 （简体中文）
- 时光网上《澳門風雲2》的資料（简体中文）
- AllMovie上《賭城風雲II》的资料（英文）
- 互联网电影数据库（IMDb）上《賭城風雲II》的资料（英文）